# (32282) Arnoldmong
(32282) Arnoldmong est un astéroïde de la ceinture principale.

## Description
(32282) Arnoldmong est un astéroïde de la ceinture principale. Il fut découvert le 2 août 2000 à Socorro (Nouveau-Mexique) par le projet LINEAR. Il présente une orbite caractérisée par un demi-grand axe de 3,15 UA, une excentricité de 0,17 et une inclinaison de 0,7° par rapport à l'écliptique.

## Compléments